# Apathy (Rapper)

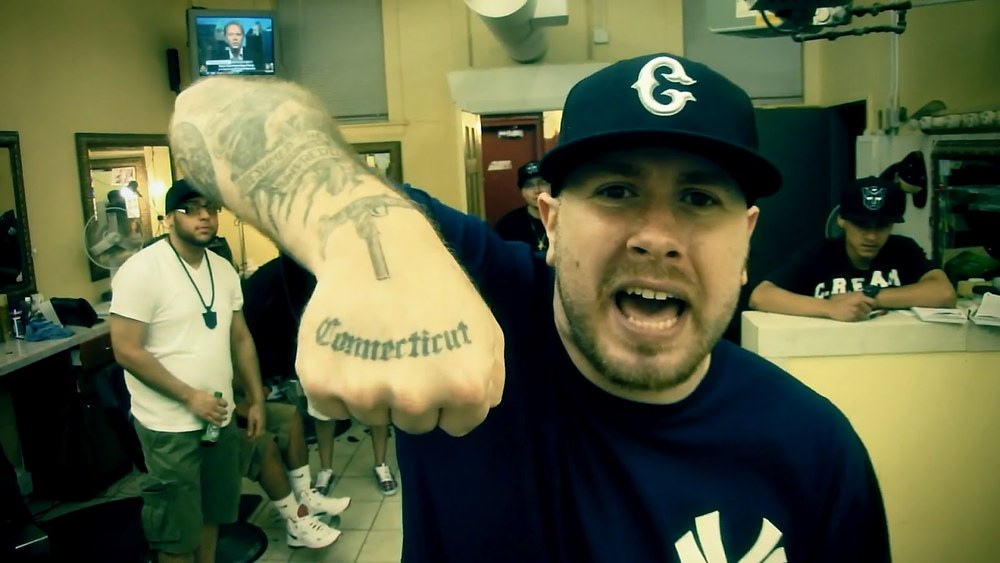
Apathy (2014)

Apathy (* 8. März 1979 in Connecticut als Chad Bromley), früher auch Apathy the Alien Tongue ist ein US-amerikanischer Underground-Rapper und Produzent aus Willimantic/Connecticut an der Ostküste der USA. Häufig nennt er sich deswegen in seinen Songs auch King of C.T. oder King of Connecticut.

## Leben
Er stand bei Atlantic Records unter Vertrag und ist Wiedergründer der Underground-Hip-Hop-Crew „Demigodz“. Außerdem ist er Mitglied der Connecticut Hip-Hop Crew Doe$Rakers und Army of the Pharaohs. Sein DJ ist Chum the Skrilla Guerilla und er arbeitet häufig mit Celph Titled zusammen, der ebenfalls Mitglied bei den Demigodz ist. Er ist ein weißer MC. Apathy nimmt manchmal ganze Lieder von Nas und bearbeitet sie auf seine ganz eigene Art und Weise (z. B.: Represent, Hip Hop is Dead und Drive Slow).
Im März 2006 veröffentlichte er sein Debütalbum Eastern Philosophy.

## Diskografie

### Mixtapes
- 2004: Where’s Your Album?!!
- 2007: Baptism by Fire

### Offizielle Alben
- 2006: Eastern Philosophy
- 2007: Apathy & Celph Titled - No Place Like Chrome
- 2009: Wanna Snuggle?
- 2011: Honkey Kong
- 2014: Connecticut Casual
- 2015: Weekend at the Cape
- 2016: Handshakes with Snakes
- 2018: The Widow's Son

### Kompilationen
- It’s The Bootleg, Muthaf*ckas! Vol. 1
- Hell’s Lost & Found, It’s The Bootleg, Muthaf*ckas! Vol. 2
- Fire Walk With Me: It’s The Bootleg, Muthaf*ckas! Vol. 3
- The Black Lodge